# Isoperla marlynia
Isoperla marlynia är en bäcksländeart som beskrevs av James George Needham och Peter Walter Claassen 1925. Isoperla marlynia ingår i släktet Isoperla och familjen rovbäcksländor. Inga underarter finns listade i Catalogue of Life.